# Saurauia arnoldii
Saurauia arnoldii är en tvåhjärtbladig växtart som beskrevs av Herman Otto Sleumer. Saurauia arnoldii ingår i släktet Saurauia och familjen Actinidiaceae. Inga underarter finns listade i Catalogue of Life.